# 小方坦河
47°01′44″N 8°03′29″E / 47.02878°N 8.05793°E

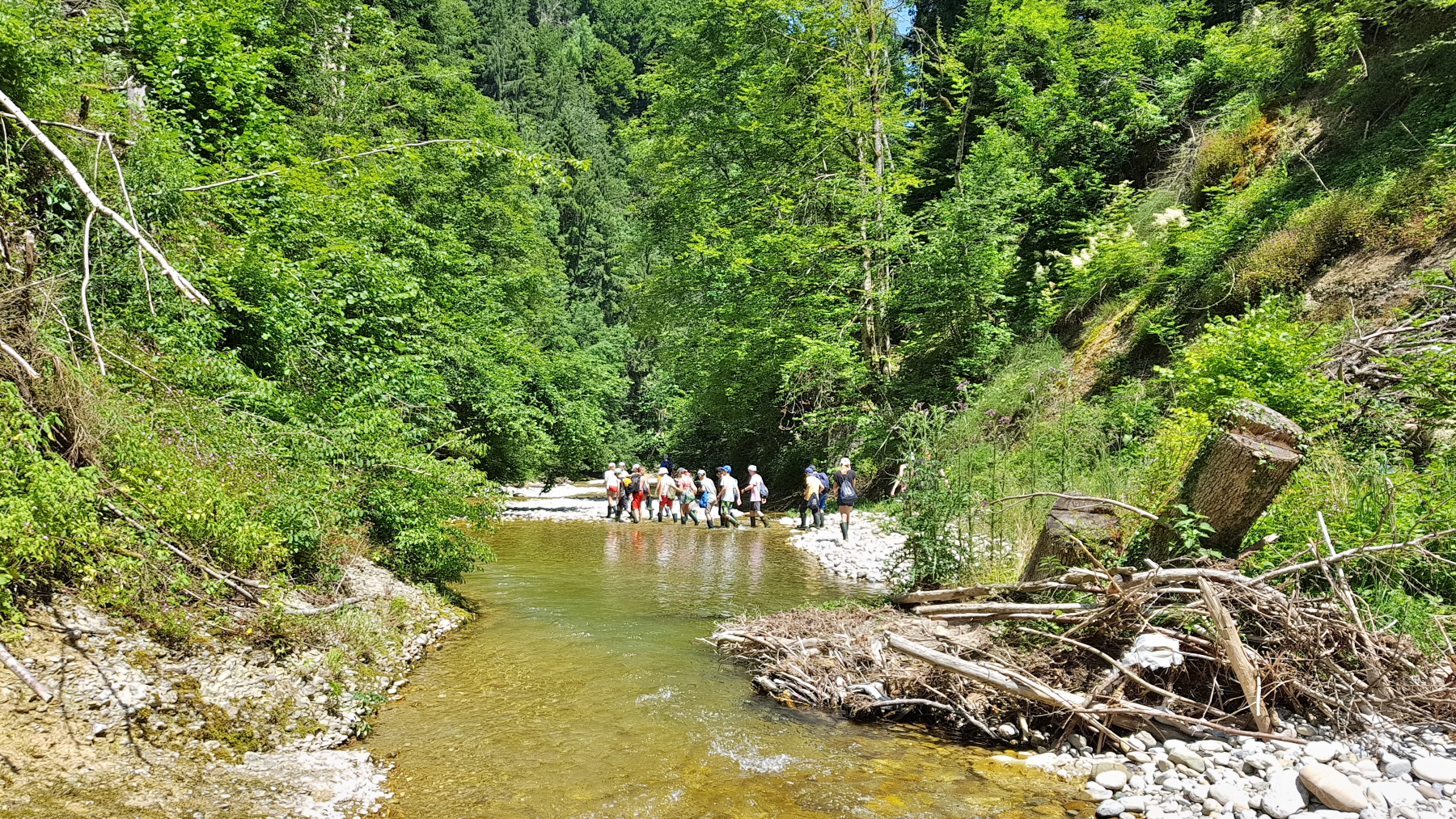

小方坦河是瑞士的河流，位於該國中部，流經盧塞恩州，河道全長10.3公里，流域面積23.平方公里，河口處在多普勒施萬德，河畔城鎮有羅莫斯、門茨瑙和沃爾胡森。